# Proppväxel

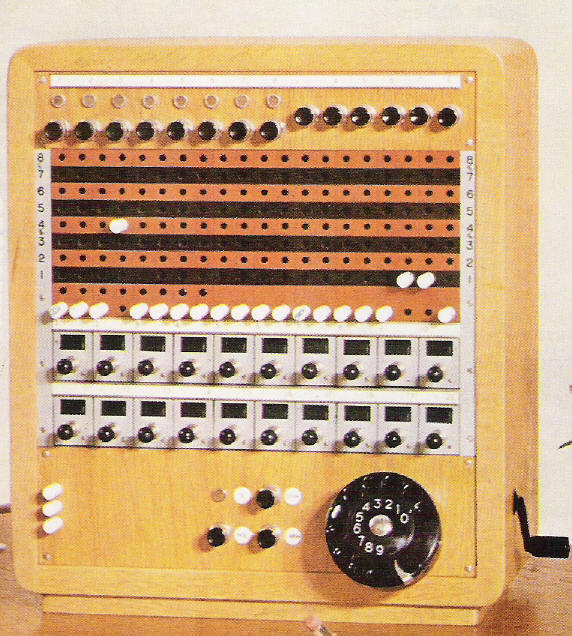
Manuell proppväxel för max 8 huvudledningar och 12-15 anknytningar

Proppväxel, en telefonväxel där kopplingen av samtal sker med hjälp av lösa proppar som enligt ett koordinatsystem sätts i en kopplingslist. En proppväxel är manuell, och både externa och interna samtal måste kopplas av telefonist. Sammankoppling av två anknytningar, eller en huvudledning och en anknytning sker genom att A:s propp flyttas från sin vilojack rakt upp i samma position till motsvarande plats i en ledig kopplingslist. Därefter flyttas B:s propp från sin vilojack, rakt upp, till samma kopplingslist, varvid sammankoppling sker. På bilden pågår ett samtal mellan ankn 19 och 10 samt ankn 12 är lagd själv i list 4. Systemet användes för mindre manuella telefonstationer samt för mindre abonnentväxlar (företagsväxlar) upp till 20 nummer. Som abonnentväxel fanns proppväxeln kvar fram till 1990-talet.